# Pontisch Gebergte
Het Pontisch Gebergte (Turks: Kuzey Anadolu Dağları; Noord-Anatolisch Gebergte) is een berggebied in het noordoosten van Turkije en het zuidwesten van Georgië. De Nederlandse naam voor het gebergte verwijst naar het kustgebied Pontus aan de Zwarte Zee, de Turkse naam verwijst naar de hoogste top van het gebergte, de Kaçkar Dağı, die 3942 m hoog is. In de oudheid werd het gebergte Paryadres genoemd, en in de volksmond heet het Parkhar. Beide zijn afgeleid van het Hettitische woord Parhar, wat hoog of bergtop betekent.
Het berggebied loopt ruwweg van oost naar west, over 1000 km, evenwijdig aan en dicht bij de zuidkust van de Zwarte Zee. Het gebergte is relatief nieuw en stamt uit de Alpiene orogenese. De Noord-Anatolische Breuk, een breuk die van oost naar west loopt, loopt grofweg in de lengterichting onder dit gebergte. De bergen zijn in het algemeen bedekt met dichte coniferenbossen.

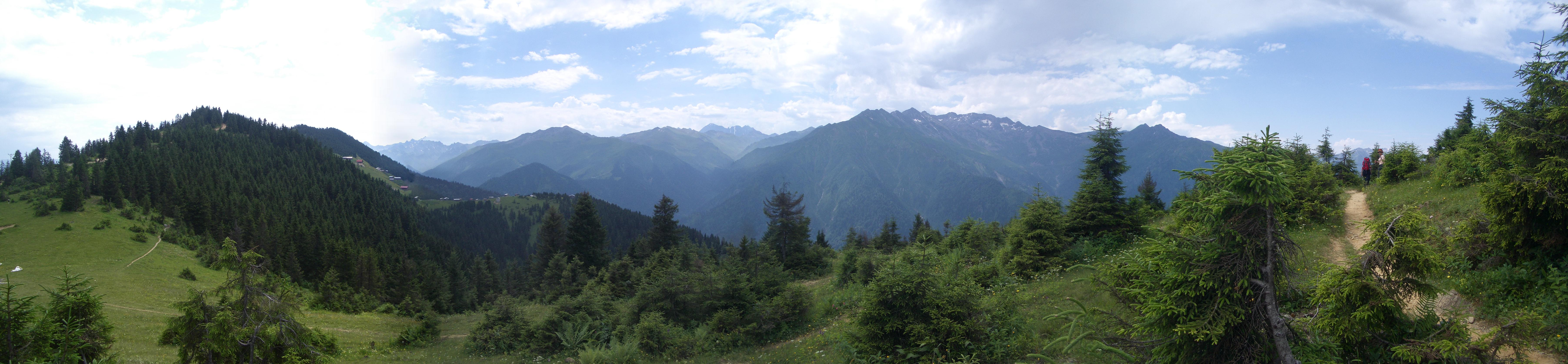
Panoramafoto van een deel van het Pontisch Gebergte